# Nikolaos Limberopulos
Nikolaos (Nikos) Limberopulos (gr. Νίκος Λυμπερόπουλος, ur. 4 sierpnia 1975 w Filiatrze), piłkarz grecki grający na pozycji napastnika.

## Kariera klubowa
Piłkarską karierę Limberopulos rozpoczął w klubie Erani Filiatron, wywodzącym się z rodzinnego miasta Filiatra. W 1993 roku zadebiutował w pierwszym zespole, a w tym samym sezonie trafił do drugoligowej drużyny PAE Kalamata. W 1995 roku awansował z nią do greckiej pierwszej ligi, a w sezonie 1995/1996 swoimi 7 zdobytymi golami pomógł w utrzymaniu w lidze.
Latem 1996 Nikolaos przeszedł do jednej z najbardziej utytułowanych klubów w kraju, stołecznego Panathinaikosu. W ataku tej drużyny zaczął występować u boku Krzysztofa Warzychy i w swoim pierwszym sezonie spędzonym pod Akropolem zaliczył 7 trafień. Panathinaikos zajął 5. pozycję, ale już rok później sięgnął po wicemistrzostwo kraju, jednak Limberopoulos był rezerwowym napastnikiem. W sezonie 1998/1999 był obok Warzychy najlepszym strzelcem "Koniczynek" w Alpha Ethniki. Wystąpił też po raz drugi w rozgrywkach grupowych Ligi Mistrzów. W sezonie 1999/2000 zdobył 23 gole w lidze, jednak o jednego więcej zdobył Dimitris Nalitzis i Limberopulos został wicekrólem strzelców ligi. Z Panathinaikosem po raz drugi został wicemistrzem Grecji, a za swoją postawę został wyróżniony tytułem Piłkarza Roku. W 2001 roku ateński zespół znów był drugi w lidze, a rok później trzeci, ale w sezonie 2001/2002 Limberopulos nie zdobył żadnego gola i był dopiero czwartym napastnikiem w hierarchii po Chorwacie Goranie Vlaoviciu, Cypryjczyku Michalisie Konstandinu oraz Polaku Emmanuelu Olisadebe. Jednak w sezonie 2002/2003 powrócił do dawnej formy i strzelając 16 bramek sięgnął po tytuł króla strzelców ligi, a Panata po kolejne wicemistrzostwo. Sezon ten był ostatnim dla Nikolaosa w barwach "Koniczynek". Łącznie dla tego klubu wystąpił 186 razy i strzelił 72 gole.
Latem 2003 Grek otrzymał oferty transferowe z Olympiakosu Pireus oraz Olympique Marsylia, jednak ostatecznie przeszedł za darmo do AEK-u Ateny. W koszulce nowego zespołu zadebiutował 24 sierpnia w wygranym 1:0 wyjazdowym spotkaniu z AO Egaleo. W AEK stworzył atak z reprezentantem Cypru Janisem Okasem. W 2005 roku był z AEK-iem trzeci w lidze, a w 2006 i 2007 roku - drugi. W sezonie 2006/2007 z 18 golami został drugi raz w karierze najlepszym strzelcem ligi greckiej.
Latem 2008 roku Limberopoulos odszedł z AEK i na zasadzie wolnego transferu trafił do niemieckiego Eintrachtu Frankfurt.
Od sezonu 2010/2011 ponownie występował w AEK-u. 20 maja 2012 rozegrał ostatni mecz w barwach AEK-u.
| Sezon   | Klub                | Kraj   | Rozgrywki     | Mecze | Bramki |
| ------- | ------------------- | ------ | ------------- | ----- | ------ |
| 1993/94 | PAE Kalamata        | Grecja | Beta Ethniki  | 21    | 5      |
| 1994/95 | PAE Kalamata        | Grecja | Beta Ethniki  | 27    | 4      |
| 1995/96 | PAE Kalamata        | Grecja | Alpha Ethniki | 32    | 7      |
| 1996/97 | Panathinaikos AO    | Grecja | Alpha Ethniki | 32    | 7      |
| 1997/98 | Panathinaikos AO    | Grecja | Alpha Ethniki | 27    | 2      |
| 1998/99 | Panathinaikos AO    | Grecja | Alpha Ethniki | 31    | 13     |
| 1999/00 | Panathinaikos AO    | Grecja | Alpha Ethniki | 26    | 23     |
| 2000/01 | Panathinaikos AO    | Grecja | Alpha Ethniki | 26    | 11     |
| 2001/02 | Panathinaikos AO    | Grecja | Alpha Ethniki | 17    | 0      |
| 2002/03 | Panathinaikos AO    | Grecja | Alpha Ethniki | 27    | 16     |
| 2003/04 | AEK Ateny           | Grecja | Alpha Ethniki | 26    | 13     |
| 2004/05 | AEK Ateny           | Grecja | Alpha Ethniki | 28    | 9      |
| 2005/06 | AEK Ateny           | Grecja | Alpha Ethniki | 27    | 14     |
| 2006/07 | AEK Ateny           | Grecja | Alpha Ethniki | 29    | 18     |
| 2007/08 | AEK Ateny           | Grecja | Alpha Ethniki | 24    | 11     |
| 2008/09 | Eintracht Frankfurt | Niemcy | Bundesliga    | 29    | 9      |
| 2009/10 | Eintracht Frankfurt | Niemcy | Bundesliga    | 21    | 1      |
| 2010/11 | AEK Ateny           | Grecja | Alpha Ethniki | 23    | 7      |
| 2011/12 | AEK Ateny           | Grecja | Alpha Ethniki | 30    | 11     |

## Kariera reprezentacyjna
W młodzieżowej reprezentacji Grecji U-21 Limberopulos wystąpił w 23 meczach, w których zdobył 15 goli. Natomiast w pierwszej reprezentacji zadebiutował 24 stycznia 1996 roku w wygranym 2:1 towarzyskim spotkaniu z Izraelem. Pierwszą bramkę w kadrze narodowej zdobył w październiku 1998 roku, a Grecja pokonała w eliminacjach do Euro 2000 Gruzję 3:0. W 2008 roku został powołany przez selekcjonera Otto Rehhagela do kadry na Euro 2008. Powołany został także przez Fernando Santosa na Euro 2012. Wystąpił jedynie w ćwierćfinałowym meczu z Niemcami przegranym 2:4 22 czerwca 2012, gdzie w 72. minucie wszedł na boisko za Grigorisa Makosa. Po Euro 2012 zakończył piłkarską karierę.